# Qbatur Planungsbüro
Qbatur (Eigenschreibweise qbatur) ist ein im Jahr 2000 gegründetes Architekturbüro in Quedlinburg, Sachsen-Anhalt. Es ist insbesondere auf den Gebieten der Denkmalpflege, des innerstädtischen Neubaus und des konstruktiven Holzbaus tätig.

## Unternehmen

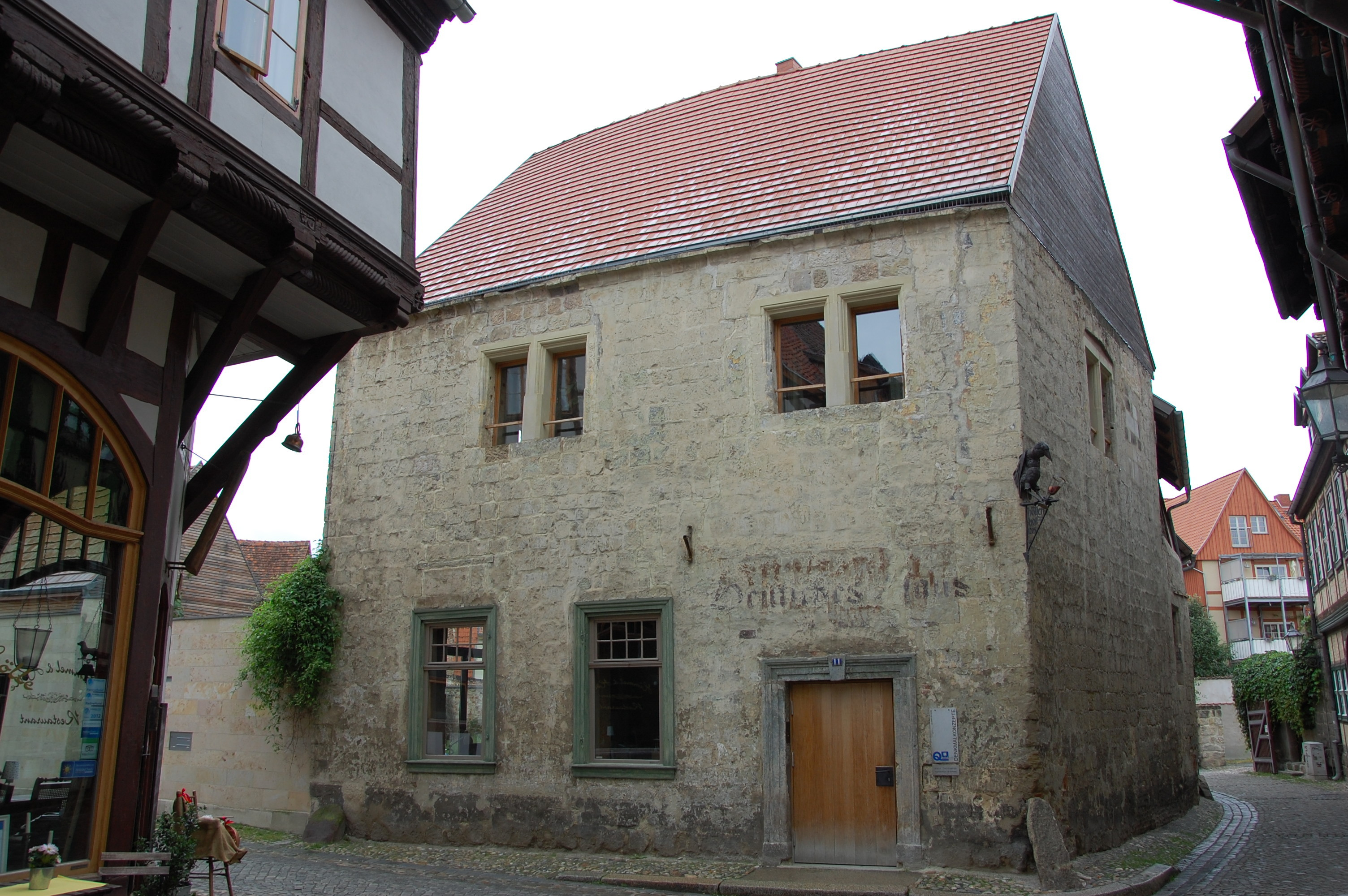
Höllenhof in Quedlinburg (Bürositz)

Das Unternehmen ist im Höllenhof in der Quedlinburger Altstadt ansässig. Der Höllenhof gehört mit Bauzeit zwischen 1215 und 1301 zu den ältesten Profanbauten im Weltkulturerbe Quedlinburg. qbatur sanierte die Hofanlage von 2003 bis 2007. Die Arbeiten wurden 2008 mit dem Bundespreis für Handwerk in der Denkmalpflege (2. Preis) ausgezeichnet.
2015 wurde qbatur in eine Genossenschaft umgewandelt.

## Tätigkeiten
Das Büro erwarb vom Verfall und Echtem Hausschwamm bedrohte Einzeldenkmale, so Pölle 56, Breite Straße 12 und 13, und Klink 9 in Quedlinburg, und führte erste Notsicherungen durch. Für das Einzeldenkmal Über dem Wasser 14 in Aschersleben lag eine Abrissverfügung des Bauordnungsamtes vor, bevor es von qbatur saniert wurde. Der Rettungsversuch für Wassertorstraße 15/16 Quedlinburg blieb dagegen erfolglos.
In der Diskussion zur umstrittenen Rekonstruktion des Fachwerkhauses Andreasplatz 29 in Hildesheim („Umgestülpten Zuckerhut“) legte qbatur 2007 einen alternativen Wettbewerbsbeitrag vor (3. Preis), der mit einer eher skulpturalen Nachbildung auch das denkmalgeschützte Pfeilerhaus und den Schmuckpavillon in die Gesamtgestaltung einbezog.

## Ehrungen und Auszeichnungen (Auswahl)
- 2008: Bundespreis für Handwerk in der Denkmalpflege (2. Preis)[5]
- 2010: Auszeichnung zum Architekturpreis des Landes Sachsen-Anhalt für das Projekt Klink 9 (Quedlinburg).[6][7]
- 2013: Publikumspreis zum Architekturpreis Sachsen-Anhalt, für das Projekt Neubau Grundschulhaus, Magdeburg.[8][9]
- 2015: Baukultur in Deutschland, Engere Wahl, für das Projekt Breite Straße 12 Quedlinburg[10]
- 2015: Bundespreis für Handwerk in der Denkmalpflege, Stephanikirchhof 12 Aschersleben, 1. Preis.[11]
- 2015: Bundespreis für Handwerk in der Denkmalpflege, für das Projekt Pölle 46 Quedlinburg, 1. Preis.[11]
- 2016: Landesarchitekturpreis Sachsen-Anhalt, für das Projekt Breite Straße 12 (Quedlinburg)[12][13]
- 2022: Bundespreis für Handwerk in der Denkmalpflege, für das Projekt Über dem Wasser 14 Aschersleben, 3. Preis[14]